# Салливан, Крис
Крис Са́лливан (англ. Chris Sullivan; род. 19 июля 1980, Палм-Спрингс) — американский актёр телевидения, театра и кино, музыкант. Наиболее известен по ролям Тома Клири в телесериале «Больница Никербокер» (2014—2015), Тоби Дэймона в сериале «Это мы» (2016—2020) и Шокерфейса в фильме «Стражи Галактики. Часть 2» (2017).

## Биография
В 2002 году окончил университет Лойола Мэримаунт. Играл в различных театральных постановках (в том числе бродвейских), среди которых «The Legend of Alex», «Defending The Caveman», «Волосатая обезьяна», «Тайна Ирмы Веп», «The Ballad of Emmett Till», «Двенадцатая ночь», «The Illusion», «Lombardi», «Чикаго», «Хорошая работа, если ты сможешь её получить».
Дебютировал на телевидении в 2006 году. В 2012—2013 годах играл эпизодические роли в сериалах «Одарённый человек», «Элементарно», «Закон и порядок: Специальный корпус», «Американцы». В 2014 году сыграл первую крупную роль — в телесериале «Больница Никербокер». С 2016 года играет в сериале «Это мы». В 2017 году появился в роли Шокерфейса в фильме «Стражи Галактики. Часть 2».

## Личная жизнь
Женат на Рэйчел Рэйчард. У пары есть сын — Бер Максвелл Салливан (род. 30 июля 2020).
Вместе с Беном Капланом создал музыкальную группу «Sully and The Benevolent Folk». 1 мая 2013 года вышел дебютный альбом «The Odd Sea», на котором Крис спел ведущие вокальные партии.

## Фильмография
| Год       |     | Русское название                    | Оригинальное название              | Роль               |
| --------- | --- | ----------------------------------- | ---------------------------------- | ------------------ |
| 2006      | кор |                                     | Welcome to Man-Bottomless          | Роб Фосс           |
| 2008      | ф   |                                     | North Starr                        | Сприт              |
| 2008      | кор |                                     | Sugar                              | шумный повар       |
| 2012      | с   | Одарённый человек                   | A Gifted Man                       | байкер             |
| 2012      | кор |                                     | Death and the Red Dress            | Смитти             |
| 2013      | с   | Элементарно                         | Elementary                         | Тодд Кларк         |
| 2013      | с   | Закон и порядок: Специальный корпус | Law & Order: Special Victims Unit  | Эдди Гэлтин        |
| 2013      | с   | Американцы                          | The Americans                      | ассасин            |
| 2014      | тф  | Обычное сердце                      | The Normal Heart                   | техник Майк        |
| 2014      | с   |                                     | Where's This Party?                | Тристан Барлоу     |
| 2014      | ф   | Общак                               | The Drop                           | Джимми             |
| 2014      | тф  | Питер Пэн жив!                      | Peter Pan Live!                    | Noodler            |
| 2014—2015 | с   | Больница Никербокер                 | The Knick                          | Том Клири          |
| 2016      | ф   |                                     | Blood Stripe                       | Расти              |
| 2016      | с   | Очень странные дела                 | Stranger Things                    | Бенни Хаммонд      |
| 2016      | ф   | Абсолютная власть                   | Imperium                           | Эндрю Блэквелл     |
| 2016      | ф   | Морган                              | Morgan                             | доктор Даррен Финч |
| 2016      | ф   | Закон ночи                          | Live by Night                      | Брендан Лумис      |
| 2016—2022 | с   | Это мы                              | This Is Us                         | Тоби Дэймон        |
| 2016      | кор |                                     | The Pooka                          | Рэймонд            |
| 2017      | ф   | Стражи Галактики. Часть 2           | Guardians of the Galaxy Vol. 2     | Шокерфейс          |
| 2017      | ф   | Уолден: Жизнь в лесу                | Walden: Life in The Woods          | Тони               |
| 2017      | с   | Умерь свой энтузиазм                | Curb Your Enthusiasm               | муж № 1            |
| 2018      | ф   |                                     | The Independents                   | Элвин              |
| 2018      | ки  |                                     | Madden NFL 19: Longshot Homecoming | Мак Макглинн       |
| 2018      | с   | Кемпинг                             | Camping                            | Джои               |
| 2019      | с   | Хорошая борьба                      | The Good Fight                     | судья Дэш Туси     |
| 2019      | мс  | Амфибия                             | Amphibia                           | Гюнтер / Тедди     |
| 2019      | ф   | Следи за дорогой                    | Adopt a Highway                    | Оранкл             |

## Награды и номинации
| Год  | Награда                        | Категория                                              | Работа                                      | Результат |
| ---- | ------------------------------ | ------------------------------------------------------ | ------------------------------------------- | --------- |
| 2010 | Jeff Equity Award              | Лучший актёр в главной роли — Пьеса                    | Тайна Ирмы Веп                              | Номинация |
| 2012 | Outer Critics Circle Award     | Лучший актёр в мюзикле                                 | Хорошая работа, если ты сможешь её получить | Номинация |
| 2018 | Gold Derby Awards              | Лучший актёрский ансамбль года                         | Это мы                                      | Номинация |
| 2018 | Премия Гильдии киноактёров США | Лучший актёрский состав в драматическом сериале        | Это мы                                      | Победа    |
| 2019 | Премия Гильдии киноактёров США | Лучший актёрский состав в драматическом сериале        | Это мы                                      | Победа    |
| 2019 | Прайм-таймовая премия «Эмми»   | Лучший актёр второго плана в драматическом телесериале | Это мы                                      | Номинация |